# Вільгельм Він
Вільгельм Він (нім. Wilhelm Carl Werner Otto Fritz Franz Wien; 13 січня 1864 — 30 серпня 1928) — німецький фізик, лавреат Нобелівської премії (1911) за дослідження явищ випромінювання і поглинання електромагнітних хвиль абсолютно чорним тілом (закон Віна).

## Біографія
Вільгельм Він народився в сім'ї поміщика Карла Віна. У 1866 р. сім'я переїхала в Драхштейн, біля Растенбургу в Східній Пруссії (нині Кентшин Польща).
У 1879 р. Він закінчив в Растенбурзі школу і в 1880–1882 рр. вчився в гімназії в Гайдельберзі. У 1882 р. він вчився в Геттінгенському і Берлінському університетах.
У 1883 по 1885 рр. працював в лабораторії Германа Гельмгольца і отримав в 1886 р. докторський ступінь (еквівалентно кандидатові наук). З 1889 р. він працював асистентом Гельмгольца в імперській фізико-технічній установі. У 1892 р. захистив в Берлінському університеті докторську дисертацію (ступінь, еквівалентний докторові наук).
У 1896 р. став доцентом на кафедрі Адольфа Вюльнера в Аахенському технічному університеті. У 1899 р. був професором в Гіссенському університеті, проте вже в 1900 р. перейшов в Вюрцбурзький університет як наступник Вільгельма Рентгена. У 1919 році переїхав до Мюнхена, знову як наступник Рентгена. Помер в 1928 році у 64-річному віці.
Ім'ям Віна названа лабораторія у федеральній фізико-технічній установі (ФРН) в технопарку WISTA в передмісті Берліна — Адлерсгофе.
Двоюрідний брат Віна — Макс Він (1866–1938) був одним з першопрохідців в області високочастотної техніки.

### Ранні роки
Вільгельм народився у місті Гаффенлор, провінція пруссії (нині Приморськ, Росія) як син поміщика Карла Віна. У 1866 році його родина переїхала до Драхштайна поблизу Растенбурга (нині Кетшин, Польща).
У 1879 році Вільгельм пішов до школи в Растенбурзі, а в 1880–1882 роках відвідував міську школу Гейдельберга. У 1882 р. Він відвідував Геттінгенський університет та Берлінський університет. В 1883–85 роках працював у лабораторії Германа фон Гельмгольца, а в 1886 р. Отримав ступінь доктора філософії. з тезою про дифракцію світла на метали та про вплив різних матеріалів на колір заломленого світла. З 1896 до 1899 року Вільгельм читав лекції в університеті RWTH Aachen. Він став двічі наступником Вільгельма Конрада Рентгена, в 1900 році в Вюрцбургському університеті і в 1919 році в Мюнхенському університеті. Він цінував і Альберта Айнштейна, і релятивізм.

### Кар'єра
У 1896 році Він емпірично визначив закон розподілу випромінювання чорних тіл , згодом названий його ім'ям: закон Віна. Макс Планк, який був колегою Віна, не вірив в емпіричні закони, тому, використовуючи електромагнетизм та термодинаміку, він запропонував теоретичну основу закону Вільгельмові, який став законом Віна – Планка. Однак закон Віна діяв лише на високих частотах і занижував показник радіації на низьких частотах. Планк виправив теорію і запропонував те, що зараз називається законом Планка, що призвело до розвитку квантової теорії. Однак інша емпірична формула Віна {\displaystyle \lambda _{\mathrm {max} }T=\mathrm {constant} }, що називається законом зміщення Віна, як і раніше дуже корисна, оскільки вона пов'язує пікову довжину хвилі, випромінювану тілом (λmax), і температуру тіла (T). У 1900 р. (За роботою Джорджа Фредеріка Чарльза Серля) він припустив, що вся маса речовини має електромагнітне походження, і запропонував формулу {\displaystyle m=(4/3)E/c^{2}} для співвідношення між електромагнітною масою та електромагнітною енергією.
У 1898 році Він розробив фільтр Віна для дослідження анодних променів. Це пристрій, що складається з перпендикулярних електричних та магнітних полів, які можуть використовуватися як регулятори швидкості для заряджених частинок, наприклад, в електронних мікроскопах та спектрометрах. Його використовують у прискорювальній мас-спектрометрії для вибору частинок виходячи з їх швидкості. Пристрій складається з ортогональних електричних та магнітних полів, так що частинки з правильною швидкістю не будуть задіяні, тоді як інші частинки будуть відхилятися. Він може бути налаштований для аналізу енергії заряджених частинок, та як монохроматор або мас-спектрометр.
Під час вивчення потоків іонізованого газу в 1898 році Вільгельм визначив позитивну частинку, що рівна за масою атому водню. Вільгельм цим заклав основу мас-спектрометрії. Джозеф Томсон удосконалив апарат Віна і провів подальші експерименти в 1913 р., Після роботи Ернеста Резерфорда в 1919 р. Частинка Віна була прийнята і названа протоном.
У 1911 році Відень був удостоєний Нобелівської премії з фізики «за свої відкриття щодо законів, що регулюють випромінювання тепла».

## Досягнення
У 1893/94 рр. він вивів закон зсуву Віна, в 1896 р. закон Віна для теплового випромінювання. У 1911 р. удостоєний Нобелівської премії з фізики за роботи по тепловому випромінюванню.